# Вильяроэль, Кевон
Кевон Энтони Вильяроэль (англ. Kevon Anthony Villaroel; родился 17 декабря 1987 года, Диего-Мартин, Тринидад и Тобаго) — тринидадский футболист, защитник.

## Биография
Начинал свою карьеру в тринидадском клубе «Сан-Хуан Джаблоти». С 2009 по 2011 гг. Вильяроэль выступал за «Пуэрто-Рико Айлендерс». В 2014 году защитник вместе с другими тринидадскими футболистами на некоторое время уезжал в Бельгию. Там он играл за клуб низшей лиги «Визе».
После возвращения на родину защитник трижды становился чемпионом страны в составе «Сентрала». Летом 2017 года игрок во второй раз за карьеру перешёл в «Норт-Ист Старз».

## Сборная
Кевон Вильяроэль дебютировал за сборную страны 26 июля 2017 года в товарищеском матче против сборной Эквадора. Несмотря на поражение тринидадцев со счетом 1:3, защитник забил единственный гол команды. В дальнейшем он принимал участие в отборочных матчах за выход на Чемпионат мира по футболу в России.

## Достижения

### Международные
- Победитель Клубного чемпионата КФС (2): 2015, 2016.

### Национальные
- Чемпион Тринидада и Тобаго (6): 2007, 2008, 20114/15, 2015/16, 2016/17, 2017.